# NGC 3536
NGC 3536 (również PGC 33779 lub UGC 6191) – galaktyka spiralna z poprzeczką (SB0-a), znajdująca się w gwiazdozbiorze Wielkiej Niedźwiedzicy. Odkrył ją John Herschel 24 grudnia 1827 roku. Jest to galaktyka z aktywnym jądrem typu LINER.